# Poušť

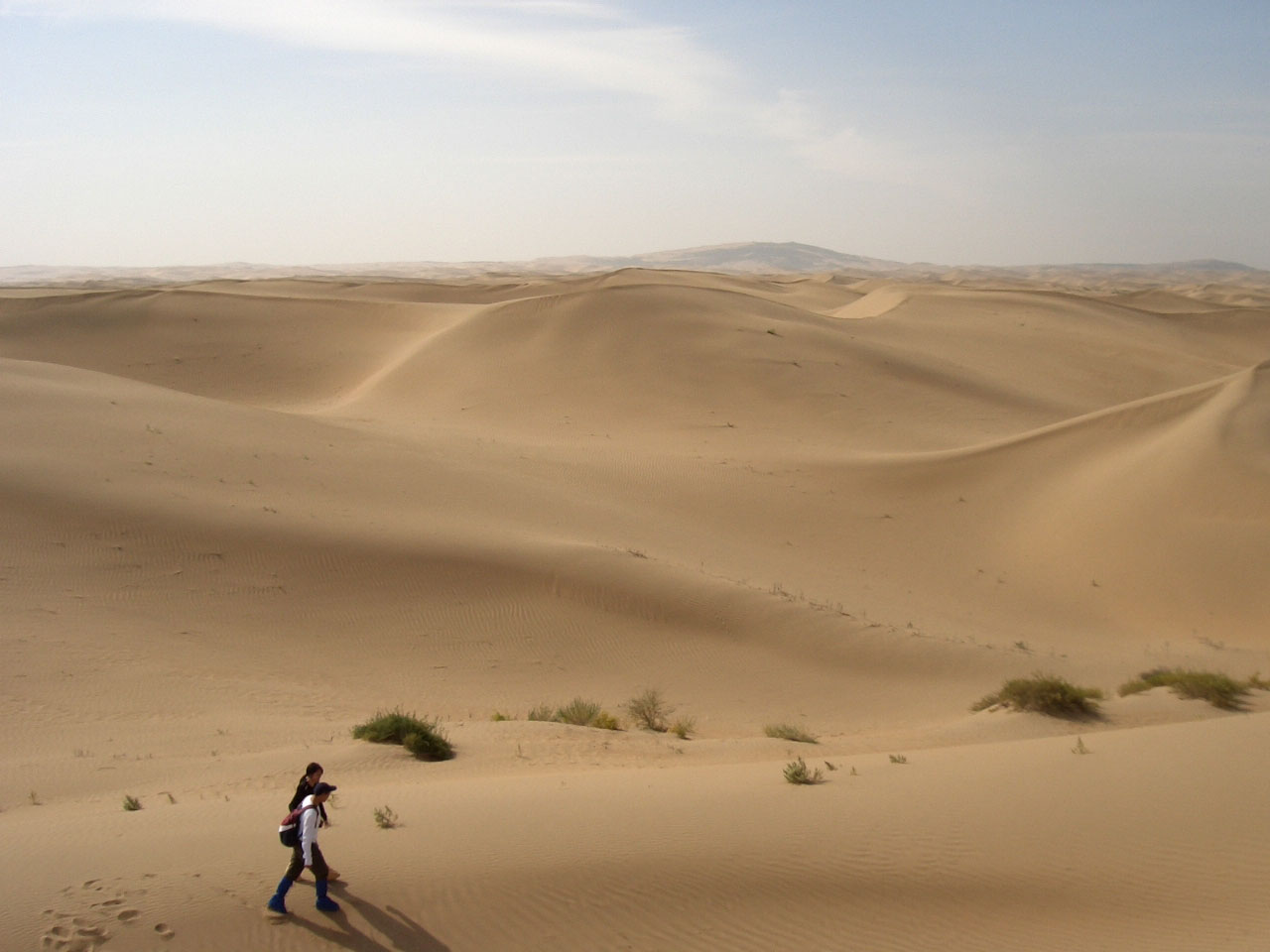
Poušť Gobi v Mongolsku (obrázek ukazuje netypickou písečnou poušť, jelikož většina pouští světa je kamenitých).

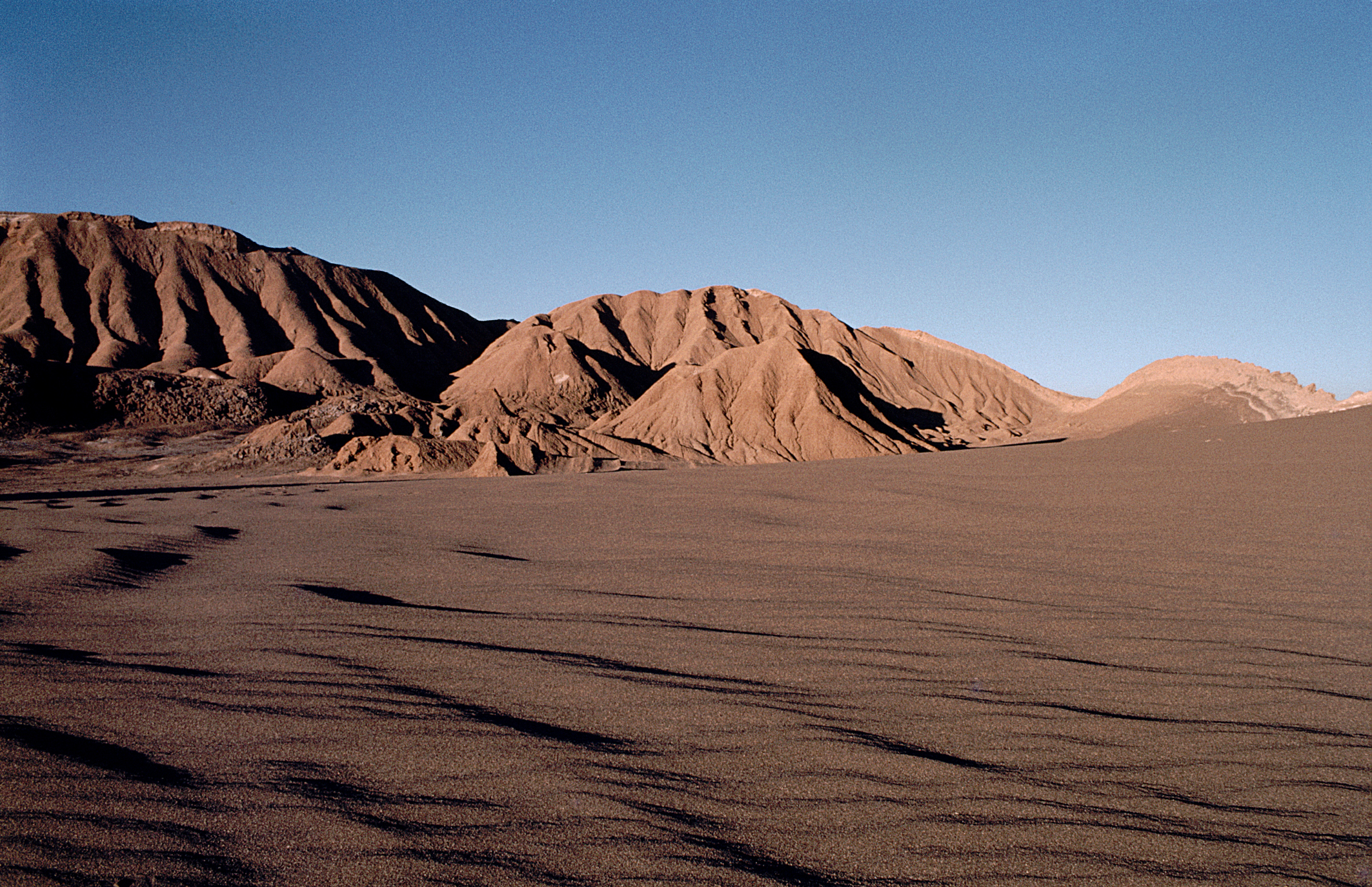
Poušť Atacama

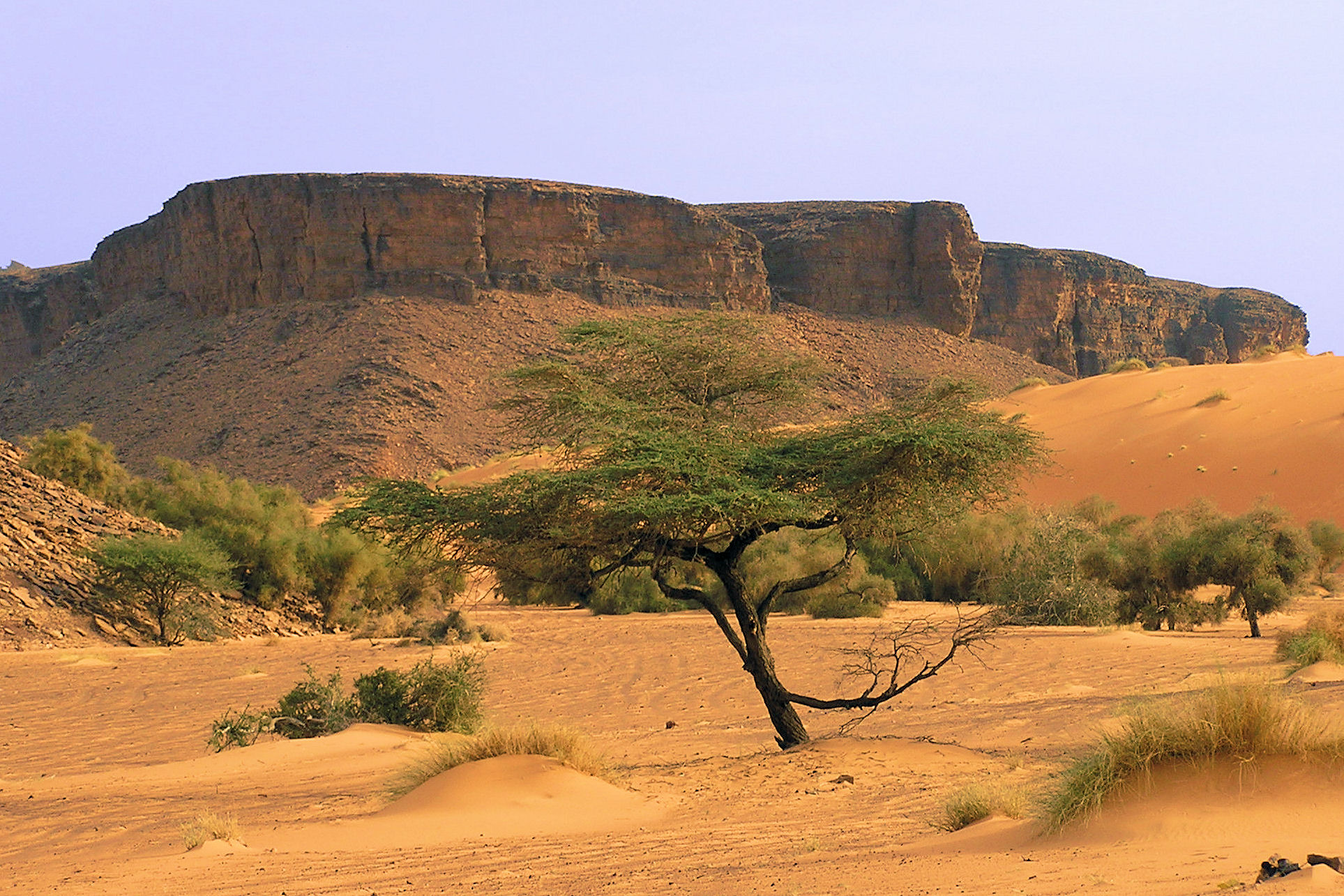
Oblast Adrar, Mauritánie

Poušť je neúrodná oblast, která trpí nedostatkem vody (za horní hranici srážek se považuje 250 mm ročně). Jedním z charakteristických rysů je nedostatek vegetace. Pouště se vyskytují především v oblastech kolem obratníků. Klasickým příkladem pouště je Sahara či Arabská poušť. Kromě těchto tzv. horkých pouští existují také polární pouště v Grónsku či Antarktidě.

## Základní druhy pouští

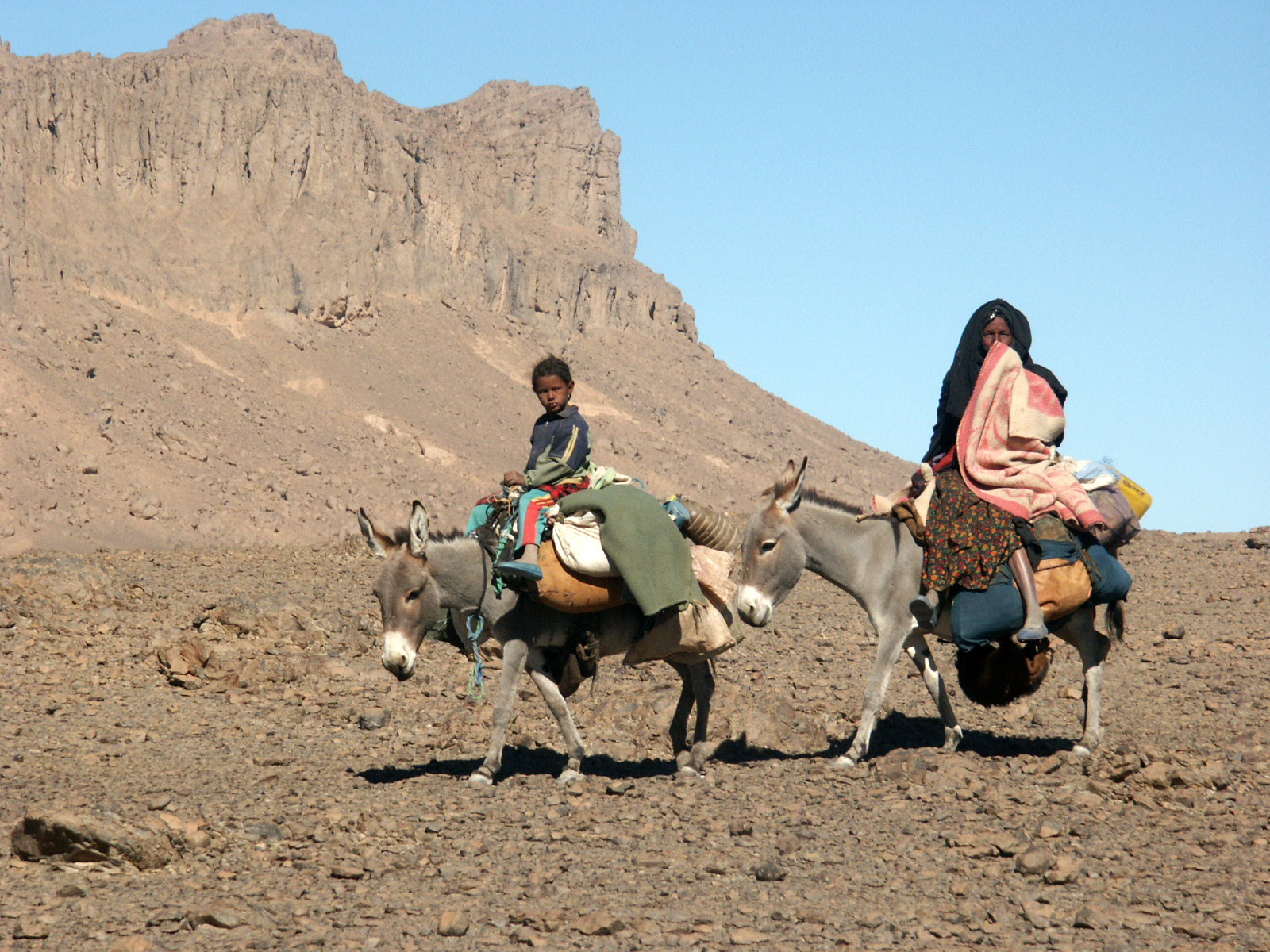
Tuaregové v hamadě na jihu Alžírska

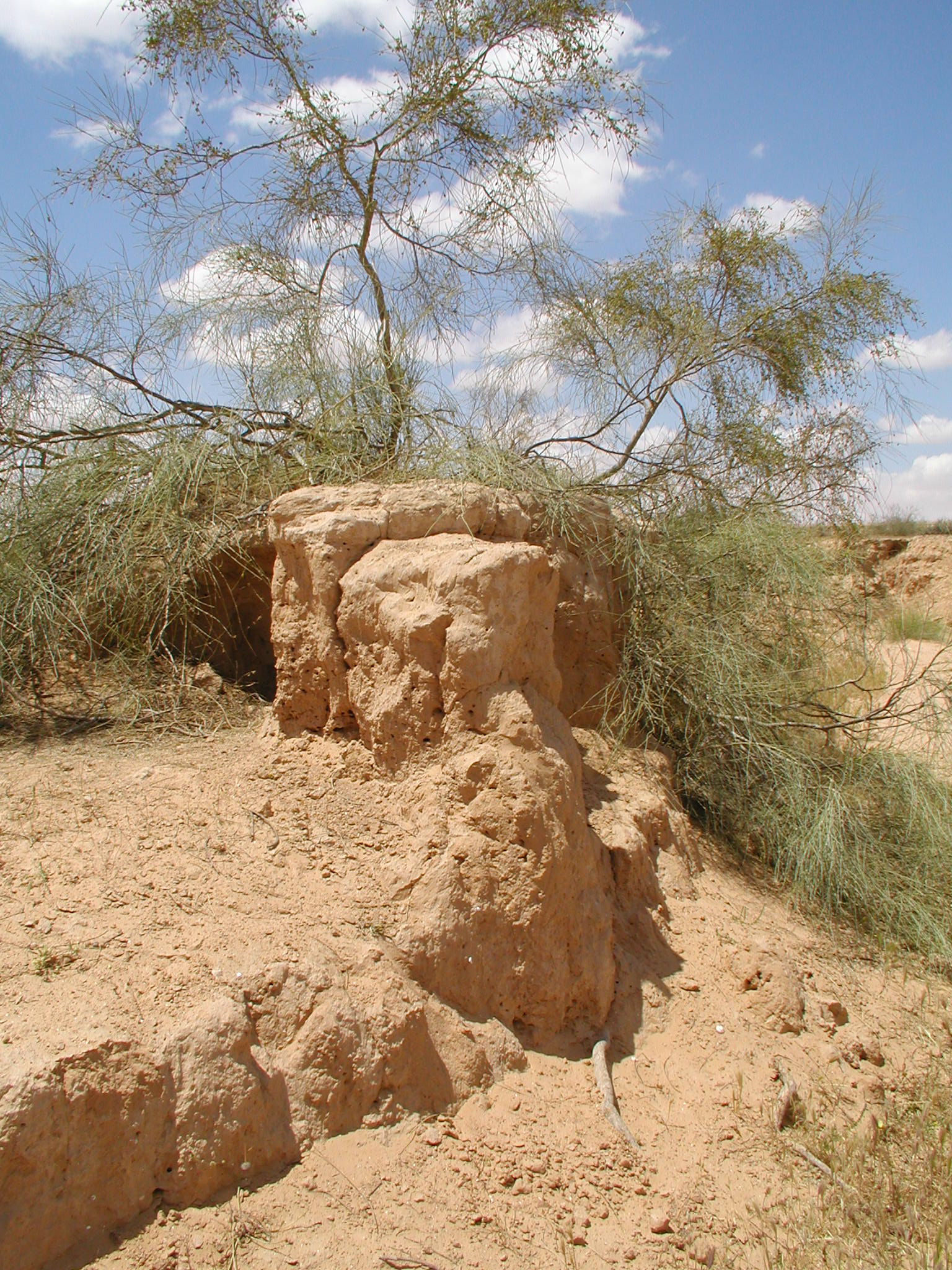
Tamaryšek nedaleko vesnice Revivim, Israel.

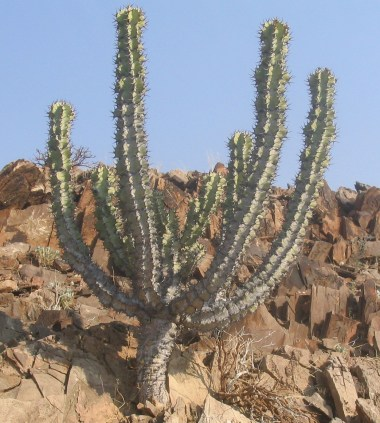
Pryšec Euphorbia virosa

- Erg je písečná poušť pohyblivých dun. Na Sahaře je zastoupena poměrně málo, pokrývá pouze jednu pětinu rozlohy. Erg je skoro bez vegetace, výjimkou je jen pár tamaryšků. S ergy se setkáme na západní Sahaře (Erg Igidi, Erg Šeš, Erg Šigaga, Erg Šebbí, Velký západní a Velký východní erg), v Libyjské poušti a Nigeru (pouště Ténéré a Grand Erg de Bilma). Saharský písek je poměrně mladý, není mořského, nýbrž pevninského původu a představuje zvětralý kenozoický materiál.
- Reg nebo serír je štěrkovitá (resp. oblázková) poušť a je to převažující typ na Sahaře.[zdroj⁠?!]
- Hamada je kamenitá poušť s holými skalními výchozy a kameny. Příkladem může být Hamáda al-Hamrá v severozápadní Libyi nebo hamady na okraji pohoří Ahaggar, Tassili a Tibesti.
- Sebh je vzácný typ hlinité pouště.[1][2]

## Ekologie a klima
Obvyklá je řídká vegetace specifického typu (kaktusy a další sukulenty), byť se výjimečně mohou vyskytnout i rozsáhlejší porosty (např. „lesy kaktusů“). Klasičtější vegetace se vyskytuje pouze u zdrojů povrchové nebo podpovrchové vody (oázy a okolí řek). V některých typech pouští, kde příděl srážek padá naráz v úzkém časovém období, může existovat krátké vegetační období.
Počasí je charakteristické prudkým střídáním teplot: ve dne vedra až 40 °C, v noci prudké ochlazení (někdy až k bodu mrazu nebo i pod nulu). Denní změny teplot jsou v písečných pouštích na planetě největší a nad oceány nejmenší. Obrovská denní vedra, která jsou mimo mez snesitelnosti většiny živočichů, vedou k omezení denní aktivity obyvatel pouště. Pouštní zvířata jsou sice na vysoké teploty aklimatizována a uzpůsobena, ale většina z nich si nemůže dovolit přehřívat svůj organismus tím, že by při nich vyvíjela nějakou aktivitu, a plýtvat tělesnými tekutinami. Pouštní život je tedy zpravidla život noční, který začíná s večerním šerem a končí nejpozději dopoledne. Podobně jsou na tom rostliny – klasické pouštní rostliny zpravidla přes den (nebo alespoň na největší vedro) uzavírají průduchy a výměnu plynů si nechávají na večer a noc, aby omezily výpar vody.
V poušti můžeme specifikovat dvě hlavní oblasti. První je tzv. deflační oblast, ze které je větrem odnášen jemný písčitý materiál, což má za následek vznik pouštní dlažby. Druhou oblastí je část pouště, kde je písčitý materiál ukládán a kde vznikají písečné duny.

## Vznik
Důvody pro vznik pouští jsou různé, nejčastěji pak:
- tlaková výše – vzduch v tlakové výši se tlačí směrem dolů, postupně se otepluje a „nasává“ vlhkost, kterou následně odvádí pryč. Navíc tlaková výše brání vlhkému vzduchu od moří dostat se „dovnitř“. Příkladem může být Sahara.
- srážkový stín – tento jev způsobují mohutná pohoří, jež doslova vyčnívají nad mraky, a tím tvoří jakousi stěnu. Toto lze pozorovat například u amerických Kordiller.
- studený mořský proud – proudy ochlazují vzduch; jakmile se dostane nad teplou pevninu, začne se rozpínat. Pro vznik srážek je ale zapotřebí opačného procesu (ochlazování vzduchu). Zde se stačí podívat na mapu studených proudů (pouště při pobřeží Jižní Ameriky, Afriky, Austrálie).

Podle harvardské studie z roku 2021 by globální oteplování nemuselo dramaticky rozšířit rozsah pouští, jelikož zásadním kritériem pro vznik pouště je kromě klimatických podmínek i geologický charakter lokality.

## Největší světové pouště
| Název                  | Světadíl   | Plocha (km²) |
| ---------------------- | ---------- | ------------ |
| Antarktická poušť      | Antarktida | 14 200 000   |
| Arktická poušť         | Arktida    | 13 900 000   |
| Sahara                 | Afrika     | 9 100 000    |
| Arabská poušť          | Asie       | 2 330 000    |
| Gobi                   | Asie       | 1 300 000    |
| Kalahari               | Afrika     | 930 000      |
| Patagonská poušť       | Amerika    | 670 000      |
| Great Basin            | Amerika    | 470 000      |
| Velká Viktoriina poušť | Austrálie  | 390 000      |
| Čivavská poušť         | Amerika    | 362 000      |
| Karakum                | Asie       | 350 000      |
| Kyzylkum               | Asie       | 300 000      |
| Velká písečná poušť    | Austrálie  | 285 000      |
| Taklamakan             | Asie       | 270 000      |